# Mikulići (Cetinje)
Pour les articles homonymes, voir Mikulići.
Mikulići (en serbe cyrillique : Микулићи) est un village du sud du Monténégro, dans la municipalité de Cetinje. Ce village ne compte plus d'habitant d'après le dernier recensement de 2003.

## Démographie

### Évolution historique de la population[1]
| 1948 | 1953 | 1961 | 1971 | 1981 | 1991 | 2003 |
| ---- | ---- | ---- | ---- | ---- | ---- | ---- |
| 215  | 205  | 150  | 95   | 6    | 1    | 0    |